# Epidendrum panamense
Epidendrum panamense är en orkidéart som beskrevs av Rudolf Schlechter. Epidendrum panamense ingår i släktet Epidendrum och familjen orkidéer. Inga underarter finns listade i Catalogue of Life.